# Persone di nome Stefano
| Questa pagina contiene informazioni ricavate automaticamente dalle voci biografiche con l'ausilio del template Bio e di un bot. L'aggiornamento è periodico e automatico e ricostruisce completamente la pagina. Se manca una persona in questa lista, sei pregato di non aggiungerla, ma accertati piuttosto che la sua voce biografica contenga il template Bio e che i dati anagrafici siano correttamente compilati. Se il template Bio manca, inseriscilo tu stesso o, in alternativa, metti l'avviso {{tmp\|Bio}} che ne segnala la mancanza. Se i dati riportati sono sbagliati, correggi direttamente la voce biografica; le modifiche saranno visibili in questa lista entro pochi giorni. Per chiarimenti vedi il progetto antroponimi. La lista contiene solo le 1.093 persone che sono citate nell'enciclopedia e per le quali è stato implementato correttamente il template Bio. Pagina aggiornata al 22 lug 2025. |

Questa è una lista di persone presenti nell'enciclopedia che hanno il nome Stefano, suddivise per attività principale.

## Abati(2)
- Stefano del Lupo, abate e santo italiano (Carovilli - Manoppello, † 1191)
- Stefano di Châtillon, abate, vescovo cattolico e santo francese (Châtillon-sur-Chalaronne, n. 1150 - Die, † 1208)

## Allenatori di calcio(50)
- Stefano Angeleri, allenatore di calcio e calciatore italiano (Castellazzo Bormida, n. 1926 - Bergamo, † 2012)
- Stefano Argilli, allenatore di calcio e ex calciatore italiano (Rimini, n. 1973)
- Stefano Bellè, allenatore di calcio e ex calciatore italiano (Marino, n. 1976)
- Stefano Bernini, allenatore di calcio e calciatore italiano (Castel San Giovanni, n. 1936 - Carpaneto Piacentino, † 1994)
- Stefano Bettella, allenatore di calcio e ex calciatore italiano (Cittadella, n. 1970)
- Stefano Bettinelli, allenatore di calcio e ex calciatore italiano (Milano, n. 1962)
- Stefano Bianconi, allenatore di calcio e ex calciatore italiano (San Miniato, n. 1968)
- Stefano Bonometti, allenatore di calcio, dirigente sportivo e ex calciatore italiano (Brescia, n. 1961)
- Stefano Brondi, allenatore di calcio e ex calciatore italiano (Livorno, n. 1961)
- Stefano Butti, allenatore di calcio e ex calciatore italiano (Lecco, n. 1961)
- Stefano Carobbi, allenatore di calcio e ex calciatore italiano (Pistoia, n. 1964)
- Stefano Ciucci, allenatore di calcio e ex calciatore italiano (Camaiore, n. 1965)
- Stefano Civeriati, allenatore di calcio e ex calciatore italiano (Sale, n. 1966)
- Stefano Cuoghi, allenatore di calcio e ex calciatore italiano (Modena, n. 1959)
- Stefano Cusin, allenatore di calcio e ex calciatore italiano (Montréal, n. 1968)
- Stefano D'Aversa, allenatore di calcio e ex calciatore italiano (Roma, n. 1956)
- Stefano Dalla Costa, allenatore di calcio e ex calciatore italiano (Locri, n. 1964)
- Stefano Daniel, allenatore di calcio, dirigente sportivo e ex calciatore italiano (Monastier di Treviso, n. 1968)
- Stefano De Agostini, allenatore di calcio e ex calciatore italiano (Tricesimo, n. 1964)
- Stefano De Angelis, allenatore di calcio e ex calciatore italiano (Roma, n. 1974)
- Stefano Di Chiara, allenatore di calcio e ex calciatore italiano (Roma, n. 1956)
- Stefano Dicuonzo, allenatore di calcio e ex calciatore italiano (Torino, n. 1985)
- Stefano Eranio, allenatore di calcio e ex calciatore italiano (Genova, n. 1966)
- Stefano Ferrario, allenatore di calcio e ex calciatore italiano (Rho, n. 1985)
- Stefano Ferretti, allenatore di calcio e ex calciatore italiano (Roma, n. 1960)
- Stefano Fiore, allenatore di calcio, dirigente sportivo e ex calciatore italiano (Cosenza, n. 1975)
- Stefano Fontana, allenatore di calcio e ex calciatore italiano (Seregno, n. 1965)
- Stefano Garuti, allenatore di calcio e ex calciatore italiano (Rubiera, n. 1959)
- Stefano Garzon, allenatore di calcio e ex calciatore italiano (Verona, n. 1981)
- Stefano Ghirardello, allenatore di calcio e ex calciatore italiano (Thiene, n. 1973)
- Stefano Guidoni, allenatore di calcio, dirigente sportivo e ex calciatore italiano (Torino, n. 1971)
- Stefano Lombardi, allenatore di calcio e ex calciatore italiano (Pordenone, n. 1976)
- Stefano Lorenzi, allenatore di calcio e ex calciatore italiano (Calcinate, n. 1977)
- Stefano Lucchini, allenatore di calcio e ex calciatore italiano (Codogno, n. 1980)
- Stefano Maccoppi, allenatore di calcio e ex calciatore italiano (Milano, n. 1962)
- Stefano Marcucci, allenatore di calcio e ex calciatore italiano (Gualdo Tadino, n. 1946)
- Stefano Melchiori, allenatore di calcio e ex calciatore italiano (Genova, n. 1965)
- Stefano Mobili, allenatore di calcio e ex calciatore italiano (Roma, n. 1968)
- Stefano Morrone, allenatore di calcio e ex calciatore italiano (Cosenza, n. 1978)
- Stefano Muccioli, allenatore di calcio e ex calciatore sammarinese (n. 1968)
- Stefano Nava, allenatore di calcio, commentatore televisivo e ex calciatore italiano (Milano, n. 1969)
- Stefano Perati, allenatore di calcio e calciatore italiano (Brescia, n. 1909)
- Stefano Pioli, allenatore di calcio e ex calciatore italiano (Parma, n. 1965)
- Stefano Razzetti, allenatore di calcio e ex calciatore italiano (Pizzighettone, n. 1971)
- Stefano Rossini, allenatore di calcio e ex calciatore italiano (Viadana, n. 1971)
- Stefano Sacchetti, allenatore di calcio e ex calciatore italiano (Modena, n. 1972)
- Stefano Sanderra, allenatore di calcio italiano (Roma, n. 1967)
- Stefano Sottili, allenatore di calcio e ex calciatore italiano (Figline Valdarno, n. 1969)
- Stefano Trevisanello, allenatore di calcio, dirigente sportivo e ex calciatore italiano (Venezia, n. 1953)
- Stefano Vecchi, allenatore di calcio e ex calciatore italiano (Bergamo, n. 1971)

## Allenatori di hockey su ghiaccio(1)
- Stefano Giliati, allenatore di hockey su ghiaccio e ex hockeista su ghiaccio canadese (Montréal, n. 1987)

## Allenatori di pallacanestro(9)
- Stefano Bizzozi, allenatore di pallacanestro italiano (Dolo, n. 1960)
- Stefano Cioppi, allenatore di pallacanestro e dirigente sportivo italiano (Pesaro, n. 1971)
- Stefano Michelini, allenatore di pallacanestro italiano (Bologna, n. 1956)
- Stefano Perrotta, allenatore di pallacanestro italiano (Catanzaro, n. 1949)
- Stefano Pillastrini, allenatore di pallacanestro italiano (Ferrara, n. 1961)
- Stefano Sacripanti, allenatore di pallacanestro italiano (Cantù, n. 1970)
- Stefano Salieri, allenatore di pallacanestro italiano (Castel San Pietro Terme, n. 1961)
- Stefano Scotto di Luzio, allenatore di pallacanestro italiano (Napoli, n. 1978)
- Stefano Vanoncini, allenatore di pallacanestro italiano (Bergamo, n. 1964)

## Allenatori di pallavolo(2)
- Stefano Lavarini, allenatore di pallavolo italiano (Omegna, n. 1979)
- Stefano Pascucci, allenatore di pallavolo e ex pallavolista italiano (Cervia, n. 1962)

## Allenatori di tennis(1)
- Stefano Pescosolido, allenatore di tennis, commentatore televisivo e ex tennista italiano (Sora, n. 1971)

## Alpinisti(1)
- Stefano Zavka, alpinista italiano (Terni, n. 1972 - K2, † 2007)

## Altisti(1)
- Stefano Sottile, altista italiano (Borgosesia, n. 1998)

## Ammiragli(2)
- Stefano Pascolini, ammiraglio italiano (Firenze, n. 1918 - Roma, † 1970)
- Stefano Pugliese, ammiraglio italiano (Catanzaro, n. 1901 - Cirò, † 1978)

## Antropologi(1)
- Stefano De Matteis, antropologo e saggista italiano

## Apneisti(1)
- Stefano Makula, apneista italiano (Roma, n. 1954 - Roma, † 2023)

## Arbitri di calcio(6)
- Stefano Bellandi, arbitro di calcio, arbitro di rugby a 15 e dirigente sportivo italiano (Soresina, n. 1892 - † 1964)
- Stefano Braschi, ex arbitro di calcio italiano (Barberino di Mugello, n. 1957)
- Stefano Cassarà, ex arbitro di calcio italiano (Palermo, n. 1966)
- Stefano Farina, arbitro di calcio italiano (Ovada, n. 1962 - Genova, † 2017)
- Stefano Podeschi, ex arbitro di calcio sammarinese (Verucchio, n. 1967)
- Stefano Tedeschi, ex arbitro di calcio italiano (Monterenzio, n. 1953)

## Arbitri di pallacanestro(1)
- Stefano Cazzaro, ex arbitro di pallacanestro italiano (Venezia, n. 1953)

## Architetti(7)
- Stefano Boeri, architetto, urbanista e teorico dell'architettura italiano (Milano, n. 1956)
- Stefano Carra, architetto italiano (Brescia, n. 1647)
- Stefano Gasse, architetto e urbanista italiano (Napoli, n. 1778 - Napoli, † 1840)
- Stefano Ittar, architetto polacco (Owrucz, n. 1724 - La Valletta, † 1790)
- Stefano Lolli, architetto italiano (Bologna)
- Stefano Paciello, architetto italiano (Napoli, n. 1925 - Napoli, † 1995)
- Domenico Paganelli, architetto e monaco cristiano italiano (Faenza, n. 1545 - Faenza, † 1624)

## Arcieri(1)
- Stefano Travisani, arciere italiano (Milano, n. 1985)

## Arcivescovi(3)
- Stefano I di Costantinopoli, arcivescovo bizantino (Costantinopoli, n. 867 - † 893)
- Stefano II di Amasea, arcivescovo bizantino († 928)
- Stefano Zaccaria, arcivescovo italiano († 1424)

## Arcivescovi cattolici(7)
- Stefano da Carrara, arcivescovo cattolico italiano (Padova - Roma, † 1448)
- Stefano di Perche, arcivescovo cattolico francese (n. 1140 - † 1169)
- Stefano Quaranta, arcivescovo cattolico italiano (Napoli, n. 1586 - Napoli, † 1678)
- Stefano Sauli, arcivescovo cattolico italiano (Napoli, † 1649)
- Stefano Scerra, arcivescovo cattolico italiano (Civitella d'Agliano, n. 1775 - † 1859)
- Stefano Pendinelli, arcivescovo cattolico italiano (Galatina, n. 1403 - Otranto, † 1480)
- Stefano Taleazzi, arcivescovo cattolico, oratore e teologo italiano (Venezia - Venezia, † 1515)

## Arrampicatori(1)
- Stefano Ghisolfi, arrampicatore italiano (Torino, n. 1993)

## Artisti(4)
- Stefano Arienti, artista italiano (Asola, n. 1961)
- Stefano Bicini, artista italiano (Perugia, n. 1957 - Vienna, † 2003)
- Stefano Cagol, artista italiano (Trento, n. 1969)
- Stefano W. Pasquini, artista e scrittore italiano (Bologna, n. 1969)

## Artisti marziali(1)
- Stefano De Bartolomeo, artista marziale italiano (Milano, n. 1978)

## Artisti marziali misti(1)
- Stefano Paternò, artista marziale misto italiano (Milano, n. 1995)

## Assistenti arbitrali di calcio(1)
- Stefano Ayroldi, ex assistente arbitrale di calcio italiano (Bari, n. 1967)

## Astrofisici(1)
- Stefano Bianchi, astrofisico italiano (Roma, n. 1976)

## Astronomi(3)
- Stefano Mottola, astronomo italiano
- Stefano Sposetti, astronomo svizzero (Milano, n. 1958)
- Stefano Valentini, astronomo italiano (Roma, n. 1955)

## Atleti paralimpici(1)
- Stefano Lippi, atleta paralimpico italiano (Trieste, n. 1981)

## Attori(32)
- Stefano Abbati, attore italiano (Rimini, n. 1955)
- Stefano Accorsi, attore italiano (Bologna, n. 1971)
- Stefano Alessandroni, attore e doppiatore italiano (Rimini, n. 1972)
- Stefano Altieri, attore italiano (Roma, n. 1930 - Roma, † 2024)
- Stefano Amato, attore italiano (Roma, n. 1957 - Madrid, † 2005)
- Stefano Ambrogi, attore italiano (Roma, n. 1960)
- Stefano Antonucci, attore e comico italiano (Roma, n. 1948)
- Stefano Calvagna, attore, sceneggiatore e regista italiano (Roma, n. 1970)
- Stefano Cassetti, attore italiano (Brescia, n. 1974)
- Stefano Davanzati, attore cinematografico italiano (Livorno, n. 1957)
- Stefano Dionisi, attore italiano (Roma, n. 1966)
- Stefano Fresi, attore italiano (Roma, n. 1974)
- Stefano Gragnani, attore italiano (Firenze, n. 1946)
- Stefano Macchi, attore e doppiatore italiano (Monza, n. 1975)
- Stefano Madia, attore, giornalista e politico italiano (Roma, n. 1954 - Roma, † 2004)
- Stefano Masciolini, attore italiano (Roma, n. 1984)
- Stefano Mingardo, attore e giocatore di football americano italiano (Milano, n. 1959 - Milano, † 2014)
- Stefano Muroni, attore e sceneggiatore italiano (Tresigallo, n. 1989)
- Stefano Natale, attore e musicista italiano (Roma, n. 1951)
- Stefano Onofri, attore e doppiatore italiano (Palestrina, n. 1956)
- Stefano Oppedisano, attore e doppiatore italiano (Palermo, n. 1946)
- Stefano Patrizi, attore e montatore italiano (Firenze, n. 1950)
- Stefano Pesce, attore italiano (Bologna, n. 1967)
- Stefano Sabelli, attore, regista teatrale e drammaturgo italiano (Campobasso, n. 1956)
- Stefano Saccotelli, attore italiano (Torino, n. 1963)
- Stefano Santospago, attore italiano (Roma, n. 1954)
- Stefano Satta Flores, attore, doppiatore e drammaturgo italiano (Napoli, n. 1937 - Roma, † 1985)
- Stefano Scandaletti, attore, regista teatrale e cantautore italiano (Padova, n. 1977)
- Stefano Scherini, attore italiano (Torino, n. 1971)
- Stefano Sibaldi, attore e doppiatore italiano (Livorno, n. 1905 - Roma, † 1996)
- Stefano Viali, attore e regista italiano (Roma, n. 1963)
- Stefano Vogogna, attore e comico italiano (Milano, n. 1971)

## Attori teatrali(1)
- Stefano De Filippis, attore teatrale e doppiatore italiano (Roma, n. 1986)

## Autori televisivi(2)
- Stefano Magnaghi, autore televisivo, produttore televisivo e dirigente d'azienda italiano (Milano, n. 1962)
- Stefano Santucci, autore televisivo italiano (Roma, n. 1958)

## Aviatori(1)
- Stefano Pucci, aviatore e politico italiano (Trapani, n. 1895 - Trapani, † 1955)

## Avvocati(4)
- Stefano Bazoli, avvocato, politico e antifascista italiano (Brescia, n. 1901 - † 1981)
- Stefano Castagnola, avvocato e politico italiano (Chiavari, n. 1825 - Genova, † 1891)
- Stefano Reggio D'Aci, avvocato e politico italiano (Napoli, n. 1882 - † 1961)
- Stefano Vivacqua, avvocato e politico italiano (Agrigento, n. 1953)

## Banchieri(2)
- Stefano Bellaveglia, banchiere italiano (Passignano sul Trasimeno, n. 1958 - Siena, † 2006)
- Stefano Siglienti, banchiere e politico italiano (Sassari, n. 1898 - Roma, † 1971)

## Bassi(1)
- Stefano Palatchi, basso spagnolo (Barcellona, n. 1960)

## Bassisti(2)
- Stefano Balocco, bassista italiano (Mondovì, n. 1974)
- Stefano Cerri, bassista e chitarrista italiano (Milano, n. 1952 - Milano, † 2000)

## Batteristi(2)
- Stefano D'Orazio, batterista, paroliere e cantante italiano (Roma, n. 1948 - Roma, † 2020)
- Stefano Pisetta, batterista e percussionista italiano (Trento, n. 1977)

## Bibliotecari(1)
- Stefano Evodio Assemani, bibliotecario, orientalista e arcivescovo cattolico libanese (Tripoli, n. 1707 - Roma, † 1782)

## Biblisti(1)
- Stefano Agostini, biblista e patriota italiano (Enego, n. 1797 - Padova, † 1877)

## Bobbisti(1)
- Stefano Ticci, ex bobbista italiano (Forte dei Marmi, n. 1962)

## Botanici(1)
- Stefano Sommier, botanico, geografo e antropologo italiano (Firenze, n. 1848 - Firenze, † 1922)

## Briganti(1)
- Il Passatore, brigante italiano (Boncellino di Bagnacavallo, n. 1824 - Russi, † 1851)

## Cabarettisti(1)
- Stefano Nosei, cabarettista e musicista italiano (La Spezia, n. 1956)

## Canoisti(3)
- Stefano Cipressi, canoista italiano (Bologna, n. 1982)
- Stefano Emili, canoista italiano (Castel Gandolfo, n. 1957)
- Stefano Loddo, canoista italiano (Oristano, n. 1983)

## Canottieri(4)
- Stefano Basalini, canottiere italiano (Borgomanero, n. 1977)
- Stefano Oppo, canottiere italiano (Oristano, n. 1994)
- Stefano Pinsone, canottiere italiano (Torino, n. 2003)
- Stefano Spremberg, ex canottiere italiano (Milano, n. 1965)

## Cantanti(8)
- Stead, cantante, chitarrista e polistrumentista italiano (Ragusa, n. 1978)
- Stefano Bersola, cantante italiano (Milano, n. 1976)
- Stefano Centomo, cantante italiano (Arzignano, n. 1986)
- Il Generale, cantante italiano (Firenze, n. 1961)
- Stefano Picchi, cantante italiano (Lucca, n. 1974)
- Stefano Ruffini, cantante italiano (Roma, n. 1963 - Napoli, † 2006)
- Stefano Sani, cantante, conduttore televisivo e attore teatrale italiano (Montevarchi, n. 1961)
- Steve Sylvester, cantante italiano (Pesaro, n. 1960)

## Cantautori(13)
- Anansi, cantautore, polistrumentista e produttore discografico italiano (Trento, n. 1989)
- Elio, cantautore, musicista e comico italiano (Milano, n. 1961)
- Stefano Borgia, cantautore italiano (Roma, n. 1962)
- Cisco, cantautore italiano (Carpi, n. 1968)
- Stefano Delacroix, cantautore e scrittore italiano (Taranto, n. 1966)
- Edda, cantautore italiano (Milano, n. 1963)
- Johnson Righeira, cantautore, musicista e produttore discografico italiano (Torino, n. 1960)
- Stefano Rossi Crespi, cantautore italiano (Roma, n. 1969)
- Stefano Rosso, cantautore e chitarrista italiano (Roma, n. 1948 - Roma, † 2008)
- Stefano Tessadri, cantautore italiano (Milano, n. 1974)
- Stefano Tosi, cantautore italiano (Pistoia, n. 1959)
- Stefano Vergani, cantautore italiano (Milano, n. 1982)
- Stefano Zarfati, cantautore italiano (Roma, n. 1971)

## Cardinali(15)
- Stefano Agostini, cardinale italiano (Forlì, n. 1614 - Roma, † 1683)
- Stefano Bonucci, cardinale e vescovo cattolico italiano (Arezzo, n. 1521 - Roma, † 1589)
- Stefano Borgia, cardinale, storico e numismatico italiano (Velletri, n. 1731 - Lione, † 1804)
- Stefano Brancaccio, cardinale e arcivescovo cattolico italiano (Napoli, n. 1618 - Viterbo, † 1682)
- Stefano Colonna, cardinale italiano (Roma - Roma, † 1379)
- Stefano Durazzo, cardinale e arcivescovo cattolico italiano (Multedo, n. 1594 - Roma, † 1667)
- Stefano II Ghattas, cardinale e patriarca cattolico egiziano (Cheikh Zein-el-Dine, n. 1920 - Il Cairo, † 2009)
- Stefano Mucciarelli, cardinale italiano (Borgo San Sepolcro - Cracovia, † 1424)
- Stefano Nardini, cardinale e arcivescovo cattolico italiano (Forlì - Roma, † 1484)
- Stefano de Normandis dei Conti, cardinale italiano (Roma - Napoli, † 1254)
- Stefano Palosti de Verayneris, cardinale italiano (Roma - Roma, † 1396)
- Stefano Pignatelli, cardinale italiano (Piegaro, n. 1578 - Roma, † 1623)
- Stefano I Sidarouss, cardinale e patriarca cattolico egiziano (Il Cairo, n. 1904 - Il Cairo, † 1987)
- Papa Stefano, cardinale e presbitero italiano (Roma - Roma, † 752)
- Stefano di Ceccano, cardinale italiano (Ceccano - Roma, † 1227)

## Cartografi(1)
- Stefano Bonsignori, cartografo italiano (Firenze - Firenze, † 1589)

## Cavalieri(1)
- Stefano Brecciaroli, cavaliere italiano (Roma, n. 1974)

## Cestisti(28)
- Stefano Agnesi, ex cestista italiano (Rho, n. 1969)
- Stefano Albanese, ex cestista italiano (Palermo, n. 1944)
- Stefano Andreani, ex cestista italiano (Cesena, n. 1957)
- Stefano Attruia, ex cestista italiano (Trieste, n. 1969)
- Stefano Bechini, ex cestista italiano (Livorno, n. 1959)
- Stefano Borsato, cestista italiano (Treviso, n. 1986)
- Stefano Bossi, cestista italiano (Trieste, n. 1994)
- Stefano Colantoni, ex cestista e allenatore di pallacanestro italiano (Rieti, n. 1962)
- Stefano Crotta, cestista italiano (Trieste, n. 1990)
- Stefano Gallea, ex cestista e allenatore di pallacanestro italiano (Vicenza, n. 1983)
- Nino Garris, ex cestista tedesco (Paderborn, n. 1979)
- Stefano Gentile, cestista italiano (Maddaloni, n. 1989)
- Stefano Maguolo, ex cestista italiano (Venezia, n. 1961)
- Stefano Mancinelli, ex cestista italiano (Chieti, n. 1983)
- Stefano Mercante, ex cestista italiano (Cernusco sul Naviglio, n. 1987)
- Stefano Pezzin, ex cestista italiano (Bolzano, n. 1965)
- Stefano Rabaglietti, ex cestista italiano (Firenze, n. 1983)
- Stefano Rajola, ex cestista e allenatore di pallacanestro italiano (Pescara, n. 1972)
- Stefano Ranuzzi, cestista e allenatore di pallacanestro italiano (Bologna, n. 1954 - Bologna, † 2016)
- Stefano Rusconi, ex cestista e allenatore di pallacanestro italiano (Bassano del Grappa, n. 1968)
- Stefano Sbarra, ex cestista e dirigente sportivo italiano (Roma, n. 1961)
- Stefano Simeoli, ex cestista italiano (Reggio Calabria, n. 1986)
- Stefano Spizzichini, cestista italiano (Roma, n. 1990)
- Stefano Teso, ex cestista italiano (Jesolo, n. 1963)
- Stefano Tonut, cestista italiano (Cantù, n. 1993)
- Stefano Tosi, ex cestista italiano (Livorno, n. 1966)
- Stefano Vidili, ex cestista italiano (Torino, n. 1968)
- Stefano Zampogna, ex cestista italiano (Palmi, n. 1981)

## Chitarristi(4)
- Stefano Barone, chitarrista e compositore italiano (Napoli, n. 1978)
- Stefano Pecorelli, chitarrista e arrangiatore italiano (Monza, n. 1966)
- Stefano Pilia, chitarrista, contrabbassista e compositore italiano (Genova, n. 1978)
- Stefano Tessarin, chitarrista e compositore italiano (Sesto San Giovanni, n. 1962)

## Ciclisti su strada(19)
- Stefano Agostini, ex ciclista su strada italiano (Udine, n. 1989)
- Stefano Boggia, ex ciclista su strada e ciclocrossista italiano (Gattinara, n. 1980)
- Stefano Breme, ex ciclista su strada italiano (Milano, n. 1965)
- Stefano Casagranda, ex ciclista su strada italiano (Borgo Valsugana, n. 1973)
- Stefano Casagrande, ex ciclista su strada italiano (Firenze, n. 1962)
- Stefano Cattai, ex ciclista su strada italiano (Portogruaro, n. 1967)
- Stefano Cembali, ex ciclista su strada italiano (Lugo, n. 1967)
- Stefano Checchin, ex ciclista su strada italiano (Camposampiero, n. 1967)
- Stefano Colagè, ex ciclista su strada italiano (Canino, n. 1962)
- Stefano Cortinovis, ex ciclista su strada italiano (Bergamo, n. 1968)
- Stefano Della Santa, ex ciclista su strada italiano (Lucca, n. 1967)
- Stefano Faustini, ex ciclista su strada italiano (Brescia, n. 1968)
- Stefano Gaggero, ciclista su strada italiano (Genova, n. 1927 - Arenzano, † 2010)
- Stefano Gandin, ex ciclista su strada italiano (Vittorio Veneto, n. 1996)
- Stefano Giraldi, ex ciclista su strada italiano (Pistoia, n. 1968)
- Stefano Locatelli, ex ciclista su strada italiano (Bergamo, n. 1989)
- Stefano Oldani, ciclista su strada italiano (Milano, n. 1998)
- Stefano Pirazzi, ciclista su strada italiano (Alatri, n. 1987)
- Stefano Tomasini, ex ciclista su strada italiano (Gandino, n. 1963)

## Collezionisti d'arte(1)
- Stefano Bardini, collezionista d'arte italiano (Pieve Santo Stefano, n. 1836 - Firenze, † 1922)

## Comici(7)
- Stefano Bellani, comico e cabarettista italiano (Pisa, n. 1969)
- Stefano Chiodaroli, comico, cabarettista e attore italiano (Albizzate, n. 1964)
- Stefano Corti, comico e personaggio televisivo italiano (Milano, n. 1985)
- Stefano Masciarelli, comico, attore e doppiatore italiano (Roma, n. 1958)
- Stefano Rapone, comico, autore televisivo e personaggio televisivo italiano (Roma, n. 1986)
- Stefano Sarcinelli, comico e drammaturgo italiano (Bari, n. 1960)
- Vito, comico, cabarettista e attore italiano (San Giovanni in Persiceto, n. 1957)

## Compositori(24)
- Stefano Barzan, compositore, arrangiatore e direttore d'orchestra italiano (Adria, n. 1964)
- Stefano Bellon, compositore italiano (Padova, n. 1956)
- Stefano Bernardi, compositore italiano (Verona, n. 1580 - Verona, † 1637)
- Stefano Bollani, compositore, pianista e cantante italiano (Milano, n. 1972)
- Stefano Burbi, compositore e direttore d'orchestra italiano (Firenze, n. 1957)
- Stefano Cabrera, compositore e violoncellista italiano (Genova, n. 1971)
- Stefano Calabrese, compositore, attore e paroliere italiano (Ancona, n. 1969)
- Stefano Caprioli, compositore italiano (Venezia, n. 1962)
- Stefano Donaudy, compositore italiano (Palermo, n. 1879 - Napoli, † 1925)
- Stefano Felis, compositore italiano (Bari, n. 1538 - Bari, † 1603)
- Stefano Fonzi, compositore, arrangiatore e direttore d'orchestra italiano (L'Aquila, n. 1977)
- Stefano Gervasoni, compositore italiano (Bergamo, n. 1962)
- Stefano Gobatti, compositore italiano (Bergantino, n. 1852 - Bologna, † 1913)
- Stefano Golinelli, compositore e pianista italiano (Bologna, n. 1818 - Bologna, † 1891)
- Stefano Ianne, compositore, polistrumentista e inventore italiano (Padova, n. 1963)
- Stefano Lentini, compositore e musicista italiano (Roma, n. 1974)
- Stefano Mainetti, compositore e direttore d'orchestra italiano (Roma, n. 1957)
- Stefano Marcucci, compositore e regista italiano (Roma, n. 1947)
- Stefano Pavesi, compositore italiano (Casaletto Vaprio, n. 1779 - Crema, † 1850)
- Stefano Romani, compositore italiano (Pisa, n. 1778 - † 1850)
- Stefano Ronchetti-Monteviti, compositore e patriota italiano (Asti, n. 1814 - Casale Monferrato, † 1882)
- Stefano Taglietti, compositore italiano (Roma, n. 1965)
- Stefano Tempia, compositore, violinista e direttore di coro italiano (Racconigi, n. 1832 - Torino, † 1878)
- Stefano Torossi, compositore, arrangiatore e direttore d'orchestra italiano (Roma, n. 1938)

## Condottieri(2)
- Lazar Hrebeljanović, condottiero e santo serbo (Prilepac, n. 1329 - Piana dei Merli, † 1389)
- Stefano Quadrio, condottiero italiano (Chiuro, n. 1376 - † 1438)

## Conduttori radiofonici(1)
- Stefano Pantano, conduttore radiofonico e ex schermidore italiano (Roma, n. 1962)

## Conduttori televisivi(1)
- Stefano De Martino, conduttore televisivo, ballerino e showman italiano (Torre Annunziata, n. 1989)

## Contrabbassisti(3)
- Stefano Belluzzi, contrabbassista e cantautore italiano (Trento, n. 1959)
- Stefano Scodanibbio, contrabbassista e compositore italiano (Macerata, n. 1956 - Cuernavaca, † 2012)
- Stefano Storace, contrabbassista e compositore italiano (Torre Annunziata, n. 1725 - Londra, † 1781)

## Costituzionalisti(1)
- Stefano Ceccanti, costituzionalista e politico italiano (Pisa, n. 1961)

## Critici d'arte(3)
- Stefano Bottari, critico d'arte italiano (Fiumedinisi, n. 1907 - Bologna, † 1967)
- Stefano Levi Della Torre, critico d'arte e saggista italiano (Torino, n. 1942)
- Stefano Tumidei, critico d'arte italiano (Forlì, n. 1962 - Bologna, † 2008)

## Critici letterari(5)
- Stefano Agosti, critico letterario italiano (Caprino Veronese, n. 1930 - Negrar, † 2019)
- Stefano Giovanardi, critico letterario italiano (Roma, n. 1949 - Roma, † 2012)
- Stefano Ignudi, critico letterario e religioso italiano (Genova, n. 1865 - Roma, † 1945)
- Stefano Jossa, critico letterario italiano (Napoli, n. 1966)
- Stefano Verdino, critico letterario italiano (Genova, n. 1953)

## Danzatori(1)
- Stefano Di Filippo, ballerino italiano (Roma, n. 1980)

## Designer(1)
- Stefano Giovannoni, designer italiano (La Spezia, n. 1954)

## Diplomatici(4)
- Stefano Baldi, diplomatico, scrittore e ambasciatore italiano (Città della Pieve, n. 1961)
- Stefano Pontecorvo, diplomatico e dirigente d'azienda italiano (Bangkok, n. 1957)
- Stefano Rastrelli, diplomatico italiano (Livorno, n. 1934 - Roma, † 2020)
- Stefano Sannino, diplomatico e ambasciatore italiano (Portici, n. 1959)

## Direttori della fotografia(1)
- Stefano Ricciotti, direttore della fotografia italiano (Roma, n. 1953)

## Direttori di coro(1)
- Stefano Buschini, direttore di coro italiano (La Spezia, n. 1961)

## Dirigenti d'azienda(6)
- Stefano Bastianoni, dirigente d'azienda e ex politico italiano (Pesaro, n. 1956)
- Stefano Coletta, dirigente d'azienda e conduttore radiofonico italiano (Roma, n. 1965)
- Stefano Domenicali, dirigente d'azienda italiano (Imola, n. 1965)
- Stefano Munafò, dirigente d'azienda e produttore televisivo italiano (Rodì Milici, n. 1938)
- Stefano Parisi, manager e ex politico italiano (Roma, n. 1956)
- Stefano Venier, dirigente d'azienda italiano (Udine, n. 1963)

## Dirigenti sportivi(14)
- Stefano Allocchio, dirigente sportivo, ex ciclista su strada e pistard italiano (Milano, n. 1962)
- Stefano Capozucca, dirigente sportivo e ex calciatore italiano (Roma, n. 1955)
- Stefano Colantuono, dirigente sportivo, allenatore di calcio e ex calciatore italiano (Roma, n. 1962)
- Stefano Fattori, dirigente sportivo e ex calciatore italiano (Verona, n. 1972)
- Stefano Garzelli, dirigente sportivo e ex ciclista su strada italiano (Varese, n. 1973)
- Stefano Giuliani, dirigente sportivo e ex ciclista su strada italiano (Castilenti, n. 1958)
- Stefano Guberti, dirigente sportivo, allenatore di calcio e ex calciatore italiano (Sesto San Giovanni, n. 1984)
- Stefano Recine, dirigente sportivo e ex pallavolista italiano (San Candido, n. 1957)
- Stefano Santuz, dirigente sportivo e ex pallavolista italiano (Maniago, n. 1964)
- Stefano Strappa, dirigente sportivo e ex calciatore italiano (Camerino, n. 1959)
- Stefano Trinchera, dirigente sportivo italiano (Copertino, n. 1974)
- Stefano Zanatta, dirigente sportivo e ex ciclista su strada italiano (Treviso, n. 1964)
- Stefano Zanini, dirigente sportivo e ex ciclista su strada italiano (Varese, n. 1969)
- Stefano Zardini, dirigente sportivo e ex giocatore di curling italiano (Brunico, n. 1957)

## Disc jockey(2)
- Stylophonic, disc jockey e produttore discografico italiano (Milano, n. 1970)
- Zef, disc jockey e produttore discografico italiano (Sondrio, n. 1990)

## Disegnatori(2)
- Stefano Disegni, disegnatore e musicista italiano (Roma, n. 1953)
- Stefano Turconi, disegnatore e fumettista italiano (Castellanza, n. 1974)

## Dogi(4)
- Stefano De Mari, doge (Genova, n. 1593 - Genova, † 1674)
- Stefano Durazzo, doge (Genova, n. 1668 - Genova, † 1744)
- Stefano Onorato Ferretti, doge italiano (Genova, n. 1640 - Genova, † 1720)
- Stefano Lomellini, doge (Genova, n. 1683 - Genova, † 1753)

## Doppiatori(6)
- Stefano Albertini, doppiatore italiano (Legnano, n. 1959)
- Stefano Benassi, doppiatore, direttore del doppiaggio e attore italiano (Suzzara, n. 1957)
- Stefano Brusa, doppiatore e direttore del doppiaggio italiano (Torino, n. 1976)
- Stefano Crescentini, doppiatore e direttore del doppiaggio italiano (Roma, n. 1974)
- Stefano Mondini, doppiatore, attore e direttore del doppiaggio italiano (Roma, n. 1960)
- Stefano Pozzi, doppiatore italiano (Bologna, n. 1983)

## Drammaturghi(3)
- Stefano Interdonato, drammaturgo e librettista italiano (Messina, n. 1845 - Milano, † 1896)
- Stefano Pirandello, drammaturgo italiano (Roma, n. 1895 - Roma, † 1972)
- Stefano, drammaturgo greco antico

## Economisti(5)
- Stefano Fassina, economista e politico italiano (Roma, n. 1966)
- Stefano Micelli, economista italiano (Udine, n. 1966)
- Stefano Podestà, economista e politico italiano (Chiavari, n. 1939)
- Stefano Preda, economista e dirigente d'azienda italiano (Milano, n. 1949)
- Stefano Zamagni, economista italiano (Rimini, n. 1943)

## Editori(1)
- Stefano Mauri, editore italiano (Milano, n. 1961)

## Epigrafisti(1)
- Stefano Antonio Morcelli, epigrafista e gesuita italiano (Chiari, n. 1737 - Chiari, † 1821)

## Fantini(1)
- Stefano Cherchi, fantino italiano (Mores, n. 2001 - Canberra, † 2024)

## Filologi(3)
- Stefano Carrai, filologo, critico letterario e poeta italiano (Firenze, n. 1955)
- Stefano Prandi, filologo e critico letterario italiano (Ferrara, n. 1961)
- Stefano Raffei, filologo, numismatico e gesuita italiano (Orbetello, n. 1712 - Roma, † 1788)

## Filosofi(7)
- Stefano Catucci, filosofo italiano (Roma, n. 1963)
- Stefano Cusani, filosofo italiano (Solopaca, n. 1815 - Napoli, † 1846)
- Stefano Garroni, filosofo italiano (Roma, n. 1939 - Roma, † 2014)
- Stefano Miccolis, filosofo e storico italiano (Corato, n. 1945 - Corato, † 2009)
- Stefano Righetti, filosofo italiano
- Stefano di Alessandria, filosofo e scrittore bizantino († 622)
- Stefano Zecchi, filosofo, scrittore e opinionista italiano (Venezia, n. 1945)

## Fisici(4)
- Stefano Gresta, geofisico italiano (Senigallia, n. 1956)
- Stefano Marianini, fisico italiano (Zeme, n. 1790 - Modena, † 1866)
- Stefano Buono, fisico e imprenditore italiano (Avellino, n. 1966)
- Stefano Tinti, geofisico italiano (Bologna, n. 1949)

## Flautisti(1)
- Stefano Benini, flautista e saggista italiano

## Fondisti(1)
- Stefano Sommariva, fondista italiano (Moena, n. 1918 - Cavalese, † 2007)

## Fotografi(5)
- Stefano Bricarelli, fotografo, giornalista e editore italiano (Torino, n. 1889 - Torino, † 1989)
- Stefano Fogato, fotografo italiano (Milano, n. 1958 - Parigi, † 2022)
- Stefano Guindani, fotografo italiano (Cremona, n. 1969)
- Stefano Lecchi, fotografo italiano (Lombardia, n. 1803)
- Stefano Unterthiner, fotografo e divulgatore scientifico italiano (Aosta, n. 1970)

## Fumettisti(13)
- Stefano Ambrosio, fumettista italiano (Milano, n. 1971)
- Stefano Andreucci, fumettista italiano (Roma, n. 1962)
- Stefano Biglia, fumettista italiano (Genova, n. 1969)
- Stefano Caselli, fumettista italiano (Roma, n. 1978)
- Stefano Casini, fumettista italiano (Livorno, n. 1958)
- Stefano Frassetto, fumettista e illustratore italiano (Torino, n. 1968)
- Stefano Intini, fumettista italiano (Padova, n. 1968)
- Stefano Landini, fumettista italiano (Sassuolo, n. 1977)
- Stefano Martino, fumettista e blogger italiano (Genova, n. 1970)
- Stefano Piani, fumettista e sceneggiatore italiano (Imola, n. 1965)
- Stefano Raffaele, fumettista italiano (Milano, n. 1970)
- Stefano Santarelli, fumettista e drammaturgo italiano (Roma, n. 1961)
- Stefano Vietti, fumettista italiano (Chiari, n. 1965)

## Funzionari(3)
- Stefano Agiocristoforite, funzionario bizantino († 1185)
- Stefano De Ruggiero, prefetto e politico italiano (Napoli, n. 1878 - Roma, † 1951)
- Stefano I di Napoli, funzionario bizantino (Napoli, † 687)

## Galleristi(1)
- Stefano Cairola, gallerista, mercante d'arte e critico d'arte italiano (Siena, n. 1897 - Milano, † 1972)

## Generali(6)
- Stefano Cagna, generale e aviatore italiano (Ormea, n. 1901 - Cieli del Mediterraneo, † 1940)
- Stefano Canzio, generale e politico italiano (Genova, n. 1837 - Genova, † 1909)
- Stefano Hidalgo, generale italiano (Malaga, n. 1848 - Torino, † 1918)
- Stefano Lombardi, generale italiano (Dronero, n. 1862 - † 1925)
- Stefano Orlando, generale italiano (Caronia, n. 1947 - Roma, † 2022)
- Stefano Paterano, generale bizantino

## Geografi(1)
- Stefano di Bisanzio, geografo bizantino

## Geologi(1)
- Stefano Bonatti, geologo italiano (Torino, n. 1902 - Pisa, † 1968)

## Gesuiti(1)
- Stefano Tuccio, gesuita, teologo e drammaturgo italiano (Monforte San Giorgio, n. 1540 - Roma, † 1597)

## Ginnasti(1)
- Stefano Patron, ginnasta italiano (Venezia, n. 1999)

## Giocatori di baseball(1)
- Stefano Desimoni, giocatore di baseball italiano (Parma, n. 1988)

## Giocatori di biliardo(1)
- Stefano Freddi, giocatore di biliardo italiano (Mantova, n. 1967)

## Giocatori di calcio a 5(2)
- Stefano Frizziero, ex giocatore di calcio a 5 italiano (Chioggia, n. 1970)
- Stefano Mammarella, giocatore di calcio a 5 italiano (Chieti, n. 1984)

## Giocatori di curling(5)
- Stefano Ferronato, giocatore di curling italiano (Cortina d'Ampezzo, n. 1968)
- Stefano Morona, giocatore di curling italiano (Cortina d'Ampezzo, n. 1957)
- Stefano Ossi, ex giocatore di curling italiano
- Stefano Sartori, ex giocatore di curling italiano (Padova, n. 1961)
- Stefano Spiller, giocatore di curling italiano (n. 2004)

## Giocatori di football americano(1)
- Stefano di Tunisi, giocatore di football americano italiano (Ivrea, n. 1986)

## Giocatori di softball(1)
- Stefano Ocera, giocatore di softball italiano (Gorizia, n. 1974)

## Giornalisti(35)
- Stefano Barigelli, giornalista italiano (Roma, n. 1959)
- Stefano Bartezzaghi, giornalista, scrittore e semiologo italiano (Milano, n. 1962)
- Stefano Maria Bianchi, giornalista e regista italiano (Taranto, n. 1963)
- Stefano Bisi, giornalista e scrittore italiano (Siena, n. 1957)
- Stefano Bizzotto, giornalista, conduttore televisivo e telecronista sportivo italiano (Bolzano, n. 1961)
- Stefano Brusadelli, giornalista e scrittore italiano (Roma, n. 1955)
- Stefano Campagna, giornalista italiano (Roma, n. 1962 - Roma, † 2014)
- Stefano Canzio, giornalista e regista italiano (Catanzaro, n. 1915 - Morlupo, † 1991)
- Stefano Cappellini, giornalista e autore televisivo italiano (Catania, n. 1974)
- Stefano Cecchi, giornalista e scrittore italiano (Firenze, n. 1959)
- Stefano Chiarini, giornalista italiano (Roma, n. 1951 - Roma, † 2007)
- Stefano De Grandis, giornalista e telecronista sportivo italiano (Roma, n. 1961)
- Stefano Feltri, giornalista e scrittore italiano (Modena, n. 1984)
- Stefano Folli, giornalista italiano (Roma, n. 1949)
- Stefano Gallarini, giornalista, conduttore radiofonico e conduttore televisivo italiano (Milano, n. 1964)
- Stefano Paolo Giussani, giornalista, scrittore e blogger italiano (Monza, n. 1966)
- Stefano Grazioli, giornalista italiano (Sondrio, n. 1969)
- Stefano Impallomeni, giornalista e ex calciatore italiano (Roma, n. 1967)
- Stefano Lepri, giornalista italiano (Firenze, n. 1950)
- Stefano Liberti, giornalista e scrittore italiano (Roma, n. 1974)
- Stefano Livadiotti, giornalista e scrittore italiano (Roma, n. 1958 - Roma, † 2018)
- Stefano Lorenzetto, giornalista e scrittore italiano (Verona, n. 1956)
- Stefano Malatesta, giornalista, scrittore e pittore italiano (Roma, n. 1940 - Roma, † 2020)
- Stefano Marroni, giornalista italiano (Roma, n. 1956)
- Stefano Meloccaro, giornalista, personaggio televisivo e conduttore radiofonico italiano (Rieti, n. 1964)
- Stefano Menichini, giornalista e scrittore italiano (Roma, n. 1960)
- Stefano Mensurati, giornalista, scrittore e conduttore radiofonico italiano (Torino, n. 1959)
- Stefano Nazzi, giornalista italiano (Roma, n. 1961)
- Nino Nutrizio, giornalista italiano (Traù, n. 1911 - Firenze, † 1988)
- Stefano Olivari, giornalista, scrittore e editore italiano (Milano, n. 1967)
- Stefano Piedimonte, giornalista, scrittore e sceneggiatore italiano (Napoli, n. 1980)
- Stefano Rizzo, giornalista e scrittore italiano (Torino, n. 1946)
- Stefano Scansani, giornalista e scrittore italiano (Poggio Rusco, n. 1959)
- Stefano Tomassini, giornalista, conduttore radiofonico e saggista italiano (Roma, n. 1950 - Magliano Sabina, † 2021)
- Stefano Tura, giornalista e scrittore italiano (Bologna, n. 1961)

## Giuristi(6)
- Stefano Ambrosini, giurista italiano (Torino, n. 1969)
- Stefano Arcellazzi, giurista e magistrato italiano (Canzo, n. 1768 - † 1835)
- Stefano Bertolini, giurista italiano (Pontremoli, n. 1711 - Firenze, † 1782)
- Stefano Graziani, giurista italiano
- Stefano Petitti, giurista italiano (Roma, n. 1953)
- Stefano Rodotà, giurista e politico italiano (Cosenza, n. 1933 - Roma, † 2017)

## Golfisti(2)
- Stefano Palmieri, golfista italiano (Piombino, n. 1972)
- Stefano Reale, golfista italiano (Roma, n. 1981)

## Hockeisti su ghiaccio(4)
- Stefano Cesco Frare, ex hockeista su ghiaccio italiano (Pieve di Cadore, n. 1972)
- Stefano Marchetti, hockeista su ghiaccio italiano (Trento, n. 1986)
- Stefano Margoni, ex hockeista su ghiaccio italiano (Pozza di Fassa, n. 1975)
- Stefano Piva, hockeista su ghiaccio italiano (Trento, n. 1991)

## Hockeisti su pista(3)
- Stefano Dal Lago, hockeista su pista italiano (Trissino, n. 1964 - Novara, † 1988)
- Stefano Paghi, hockeista su pista italiano (Follonica, n. 1994)
- Stefano Zampoli, hockeista su pista italiano (Prato, n. 1999)

## Illustratori(1)
- Stefano Tartarotti, illustratore e fumettista italiano (Vipiteno, n. 1968)

## Imperatori(1)
- Stefano Lecapeno, imperatore bizantino (Costantinopoli - Lesbo, † 963)

## Imprenditori(10)
- Stefano Anzi, imprenditore e ex sciatore alpino italiano (Bormio, n. 1949)
- Stefano Bonilli, imprenditore e giornalista italiano (Bosco Chiesanuova, n. 1945 - Roma, † 2014)
- Stefano Casiraghi, imprenditore e pilota motonautico italiano (Como, n. 1960 - Saint-Jean-Cap-Ferrat, † 1990)
- Stefano Fantinel, imprenditore italiano (Pordenone, n. 1972)
- Stefano Gatti-Casazza, imprenditore, militare e politico italiano (Mantova, n. 1840 - Ferrara, † 1918)
- Stefano Pernigotti, imprenditore italiano (Novi Ligure, n. 1797 - † 1873)
- Stefano Polito, imprenditore e circense italiano (Moltrasio, n. 1763 - Londra, † 1814)
- Stefano Ricucci, imprenditore italiano (Roma, n. 1962)
- Stefano Rivetti di Val Cervo, imprenditore italiano (Torino, n. 1914 - Vence, † 1988)
- Stefano Zarattini, imprenditore e dirigente sportivo italiano (Cittadella, n. 1965)

## Incisori(1)
- Stefano della Bella, incisore italiano (Firenze, n. 1610 - Firenze, † 1664)

## Indologi(1)
- Stefano Piano, indologo e storico delle religioni italiano (Silvano d'Orba, n. 1941)

## Informatici(3)
- Stefano Ceri, informatico italiano (Milano, n. 1955)
- Stefano Chiccarelli, informatico italiano (Spoleto, n. 1968)
- Stefano Zacchiroli, programmatore italiano (Bologna, n. 1979)

## Ingegneri(7)
- Stefano Cao, ingegnere e dirigente d'azienda italiano (Roma, n. 1951)
- Stefano Diletti, ingegnere, architetto e cartografo italiano
- Stefano Iacoponi, ingegnere italiano (Cascina, n. 1941)
- Stefano Ignazio Melchioni, ingegnere e architetto svizzero (Melide, n. 1765 - Novara, † 1837)
- Stefano Paleari, ingegnere italiano (Milano, n. 1965)
- Stefano Pessina, ingegnere e imprenditore italiano (Pescara, n. 1941)
- Stefano Ubertini, ingegnere italiano (Perugia, n. 1974)

## Judoka(1)
- Stefano Venturelli, ex judoka italiano (Milano, n. 1967)

## Karateka(1)
- Stefano Maniscalco, karateka italiano (Palermo, n. 1982)

## Letterati(1)
- Stefano di San Giorgio, letterato italiano (San Giorgio a Liri - † 1291)

## Librettisti(1)
- Stefano Ribera, librettista, scrittore e giornalista italiano (Messina, n. 1823 - Messina, † 1888)

## Linguisti(1)
- Stefano Arduini, linguista italiano (Pesaro, n. 1956)

## Liutai(1)
- Stefano Scarampella, liutaio italiano (Brescia, n. 1843 - Mantova, † 1925)

## Lunghisti(2)
- Stefano Dacastello, lunghista e velocista italiano (Bra, n. 1980)
- Stefano Tremigliozzi, lunghista italiano (Benevento, n. 1985)

## Maestri di scherma(1)
- Stefano Cerioni, maestro di scherma e ex schermidore italiano (Madrid, n. 1964)

## Mafiosi(3)
- Stefano Bontate, mafioso italiano (Palermo, n. 1938 - Palermo, † 1981)
- Stefano Calzetta, mafioso e collaboratore di giustizia italiano (Palermo, n. 1939 - Palermo, † 1992)
- Stefano Magaddino, mafioso italiano (Castellammare del Golfo, n. 1891 - New York, † 1974)

## Magistrati(3)
- Stefano Dambruoso, magistrato e politico italiano (Bari, n. 1962)
- Stefano Gallina, magistrato e politico italiano (Torino, n. 1802 - Torino, † 1867)
- Stefano Palazzi, magistrato italiano (Napoli, n. 1960)

## Maratoneti(2)
- Stefano Baldini, ex maratoneta e mezzofondista italiano (Castelnovo di Sotto, n. 1971)
- Stefano Natale, maratoneta italiano (Roma, n. 1903 - † 1970)

## Marciatori(2)
- Stefano Casali, ex marciatore sammarinese (n. 1962)
- Stefano Serchinich, marciatore italiano (Scardona, n. 1929 - Torino, † 2010)

## Matematici(3)
- Stefano degli Angeli, matematico e filosofo italiano (Venezia, n. 1623 - Padova, † 1697)
- Stefano Ghebelino, matematico, cosmografo e cartografo italiano (Chiari)
- Stefano da San Gregorio, matematico, giurista e teologo italiano (Napoli)

## Medici(9)
- Stefano Cagliano, medico e divulgatore scientifico italiano (Roma, n. 1952)
- Stefano Cavazzutti, medico e etnologo italiano (Alfonsine, n. 1845 - Bologna, † 1924)
- Stefano Colagrande, medico italiano (Firenze, n. 1955)
- Stefano Delle Chiaje, medico e naturalista italiano (Teano, n. 1794 - Napoli, † 1860)
- Stefano Gallini, medico, fisiologo e scienziato italiano (Venezia, n. 1756 - Padova, † 1836)
- Stefano Geuna, medico e docente italiano (Torino, n. 1965)
- Stefano Lorenzini, medico, anatomista e ittiologo italiano (Firenze, n. 1652)
- Stefano Melchiade Tramonte, medico italiano (Livorno, n. 1921 - Milano, † 2002)
- Stefano Vella, medico italiano (Roma, n. 1952)

## Mezzofondisti(6)
- Stefano Cecchini, ex mezzofondista italiano (n. 1961)
- Stefano La Rosa, mezzofondista e maratoneta italiano (Grosseto, n. 1985)
- Stefano Mei, ex mezzofondista e dirigente sportivo italiano (La Spezia, n. 1963)
- Stefano Migliorati, mezzofondista italiano (Calvisano, n. 1994)
- Stefano Scaini, mezzofondista, maratoneta e fondista di corsa in montagna italiano (Udine, n. 1983)
- Stefano Visini, ex mezzofondista e fondista di corsa in montagna italiano

## Militari(13)
- Stefano Bilardello, militare italiano (Marsala, n. 1893 - Amba Tigris, † 1937)
- Stefano Cattaffi, militare italiano (Barcellona Pozzo di Gotto, n. 1917 - Battaglia di Arbuzovka, † 1942)
- Stefano Contostefano, militare e nobile bizantino (Corfù, † 1149)
- Stefano Cotugno, militare italiano (Monteiasi, n. 1883 - San Ferdinando, † 1908)
- Stefano Di Bonaventura, militare italiano (Roma, n. 1966 - Palermo, † 1986)
- Stefano Giovannone, militare e agente segreto italiano (Firenze, n. 1921 - Roma, † 1985)
- Stefano Giuliano Messaggi, militare e patriota italiano (Milano, n. 1840 - Custoza, † 1866)
- Stefano Paolicchi, militare italiano (Massa, n. 1963 - Mogadiscio, † 1993)
- Stefano Rizzardi, militare italiano (Verona, n. 1925 - Lom di Canale, † 1943)
- Stefano Sindona, militare italiano (San Filippo del Mela, n. 1961)
- Stefano Stefanelli, militare italiano (Vaste, n. 1974)
- Stefano il Calafato, militare bizantino
- Stefano da Gama, militare e esploratore portoghese († 1497)

## Missionari(3)
- Stefano Ferrando, missionario e arcivescovo cattolico italiano (Rossiglione, n. 1895 - Genova, † 1978)
- Stefano Semeria, missionario e vescovo cattolico italiano (La Colla, n. 1813 - Marsiglia, † 1868)
- Stefano di Perm', missionario e vescovo ortodosso russo (n. 1340 - Mosca, † 1396)

## Monaci cristiani(4)
- Stefano Maconi, monaco cristiano, religioso e traduttore italiano (Siena, n. 1347 - Certosa di Pavia, † 1424)
- Stefano Harding, monaco cristiano e abate inglese (Sherborne, n. 1059 - Cîteaux, † 1134)
- Stefano di Rouen, monaco cristiano, storico e poeta normanno (Rouen)
- Stefano d'Obazine, monaco cristiano francese (Vielzot, n. 1085 - Aubazine, † 1159)

## Montatori(1)
- Stefano Barnaba, montatore, tecnico del suono e compositore italiano (Monopoli)

## Musicisti(9)
- Stefano De Donato, musicista italiano (Firenze, n. 1966)
- Alio Die, musicista italiano (Milano, n. 1968)
- Stefano Giaccone, musicista e cantautore italiano (Los Angeles, n. 1959)
- Stefano Olivato, musicista e polistrumentista italiano (Venezia, n. 1962)
- Stefano Palatresi, musicista, cantante e direttore d'orchestra italiano (Cerreto Guidi, n. 1960)
- Stefano Ricci, musicista italiano (Fusignano, n. 1968)
- Stefano Saletti, musicista, compositore e produttore discografico italiano (Rieti, n. 1964)
- Stefano Vagnini, musicista, compositore e poeta italiano (Fano, n. 1963)
- Stefano Valla, musicista e cantante italiano (Genova, n. 1962)

## Naturalisti(2)
- Stefano Fenoglio, naturalista italiano (Bagnolo Piemonte, n. 1970)
- Stefano Andrea Renier, naturalista, zoologo e scienziato italiano (Chioggia, n. 1759 - Padova, † 1830)

## Navigatori(1)
- Stefano Cardu, marinaio, viaggiatore e disegnatore italiano (Cagliari, n. 1849 - Roma, † 1933)

## Neurologi(1)
- Stefano Ruggieri, neurologo italiano (Mirano, n. 1942)

## Neuroscienziati(1)
- Stefano Mancuso, neuroscienziato e saggista italiano (Catanzaro, n. 1965)

## Nobili(21)
- Stefano d'Agnone, nobile italiano
- Stefano IV Colonna di Palestrina, nobile e militare italiano (n. 1490 - Pisa, † 1548)
- Stefano Colonna il Vecchio, nobile italiano († 1348)
- Steva De Franchi, nobile e poeta italiano (Genova, n. 1714 - † 1785)
- Stefano di Durazzo, nobile italiano (n. 1328 - † 1380)
- Stefano Lanza Filingeri, nobile e politico italiano (Santa Flavia, n. 1895 - Roma, † 1968)
- Stefano Manca di Tiesi, nobile e generale italiano (Cagliari, n. 1767 - Genova, † 1838)
- Stefano Stampa, nobile e scrittore italiano (Milano, n. 1819 - Erba, † 1907)
- Stefano il Postumo, nobile ungherese (Wehrda, n. 1236 - Venezia, † 1271)
- Stefano di Parigi, nobile francese
- Stefano I di Penthièvre, nobile francese († 1136)
- Stefano III di Auxonne, nobile (n. 1172 - † 1241)
- Stefano di Narbona, nobile franco
- Stefano Mutimirović, nobile serbo (Stari Ras)
- Stefano Ostojić, nobile bosniaco
- Stefano II Kotromanić, nobile bosniaco (Bosnia - Bosnia, † 1353)
- Stefano I Gutkeled, nobile ungherese († 1260)
- Stefano Csák, bano di Severin, nobile ungherese
- Stefano I di Sancerre, nobile (San Giovanni d'Acri, † 1191)
- Stefano Visconti, nobile italiano (Milano, n. 1288 - Milano, † 1327)
- Stefano Vukčić Kosača, nobile bosniaco (Goražde, n. 1404 - Herceg Novi, † 1466)

## Nuotatori(7)
- Stefano Ballo, nuotatore italiano (Bolzano, n. 1993)
- Stefano Battistelli, ex nuotatore italiano (Roma, n. 1970)
- Stefano Bellon, ex nuotatore, medico e dirigente pubblico italiano (Padova, n. 1959)
- Stefano Di Cola, nuotatore italiano (San Benedetto del Tronto, n. 1998)
- Stefano Mauro Pizzamiglio, nuotatore italiano (Milano, n. 1991)
- Stefano Raimondi, nuotatore italiano (Soave, n. 1998)
- Stefano Rubaudo, ex nuotatore italiano (Torino, n. 1972)

## Oculisti(1)
- Stefano Pintucci, oculista italiano (Roma, n. 1959 - Kenya, † 2007)

## Organisti(2)
- Stefano Innocenti, organista e clavicembalista italiano (Firenze, n. 1942)
- Stefano Molardi, organista, clavicembalista e direttore d'orchestra italiano (Cremona, n. 1970)

## Ostacolisti(1)
- Stefano Tedesco, ostacolista italiano (Thiene, n. 1988)

## Paleografi(1)
- Stefano La Colla, paleografo, esperantista e linguista italiano (Salemi, n. 1889 - Milano, † 1966)

## Pallamanisti(1)
- Stefano Arcieri, pallamanista italiano (Teramo, n. 1998)

## Pallanuotisti(5)
- Stefano Guerrato, pallanuotista italiano (Brescia, n. 1997)
- Stefano Luongo, pallanuotista italiano (Chiavari, n. 1990)
- Stefano Piccardo, ex pallanuotista e allenatore di pallanuoto italiano (Genova, n. 1971)
- Stefano Postiglione, ex pallanuotista italiano (Napoli, n. 1960)
- Stefano Tempesti, ex pallanuotista italiano (Prato, n. 1979)

## Pallavolisti(7)
- Stefano Cussotto, pallavolista italiano (Asti, n. 1978)
- Stefano Giannotti, pallavolista italiano (Padova, n. 1989)
- Stefano Gozzo, pallavolista italiano (Padova, n. 1994)
- Stefano Margutti, ex pallavolista e dirigente sportivo italiano (Faenza, n. 1968)
- Stefano Mengozzi, pallavolista italiano (Ravenna, n. 1985)
- Stefano Moro, pallavolista italiano (Novi Ligure, n. 1982)
- Stefano Patriarca, pallavolista italiano (Agnone, n. 1987)

## Papi(9)
- Papa Stefano VI, papa, vescovo e cardinale italiano (Roma - Roma, † 897)
- Papa Stefano I, papa, vescovo e santo romano (Roma - Roma, † 257)
- Papa Stefano II, papa, vescovo e cardinale italiano (Roma - Roma, † 757)
- Papa Stefano III, papa, vescovo e cardinale italiano (Sicilia, n. 720 - Roma, † 772)
- Papa Stefano IV, papa e cardinale italiano (Roma - Roma, † 817)
- Papa Stefano V, papa, cardinale e vescovo italiano (Roma - Roma, † 891)
- Papa Stefano VII, papa, cardinale e vescovo italiano (Roma - Roma, † 931)
- Papa Stefano VIII, papa e cardinale italiano (Roma - Roma, † 942)
- Papa Stefano IX, papa, abate e cardinale tedesco (Ducato di Lorena - Firenze, † 1058)

## Parolieri(2)
- Stefano Jurgens, paroliere, autore televisivo e personaggio televisivo italiano (Roma, n. 1953)
- Stefano Scandolara, paroliere e produttore discografico italiano (Bologna, n. 1944 - Bologna, † 1986)

## Partigiani(2)
- Stefano Schiapparelli, partigiano e antifascista italiano (Occhieppo Inferiore, n. 1901 - Roma, † 1985)
- Stefano Zaino, partigiano italiano (Solero, n. 1905 - Alassio, † 1985)

## Patriarchi cattolici(2)
- Stefano Dupin, patriarca cattolico italiano († 1350)
- Stefano Douayhy, patriarca cattolico libanese (Ehden, n. 1630 - Qannoubine, † 1704)

## Patrioti(4)
- Stefano Elia Marchetti, patriota e militare italiano (Bergamo, n. 1839 - Chrzanów, † 1863)
- Stefano Romeo, patriota e politico italiano (Santo Stefano in Aspromonte, n. 1819 - Santo Stefano in Aspromonte, † 1869)
- Stefano Tedeschi Oddo, patriota e medico italiano (Alimena, n. 1836 - Palermo, † 1882)
- Stefano Zirilli, patriota italiano (Milazzo, n. 1812 - † 1884)

## Pattinatori di velocità su ghiaccio(1)
- Stefano Donagrandi, ex pattinatore di velocità su ghiaccio italiano (Bormio, n. 1976)

## Pentatleti(1)
- Stefano Pecci, pentatleta italiano (Roma, n. 1979)

## Personaggi televisivi(2)
- Stefano Bettarini, personaggio televisivo e ex calciatore italiano (Forlì, n. 1972)
- Stefano Salvi, personaggio televisivo e giornalista italiano (Bergamo, n. 1953)

## Pianisti(7)
- Stefano Battaglia, pianista e compositore italiano (Milano, n. 1965)
- Stefano Miceli, pianista e direttore d'orchestra italiano (Brindisi, n. 1975)
- Stefano Ordini, pianista, compositore e polistrumentista italiano (Grosseto, n. 1961)
- Stefano Pulga, pianista, produttore discografico e arrangiatore italiano (Sassari, n. 1954)
- Stefano Senesi, pianista, compositore e produttore discografico italiano (Roma, n. 1957)
- Stefano Trasimeni, pianista, compositore e direttore d'orchestra italiano (Roma)
- Stefano Zavattoni, pianista, compositore e arrangiatore italiano (Foligno, n. 1970)

## Piloti automobilistici(5)
- Stefano Coletti, ex pilota automobilistico monegasco (La Colle, n. 1989)
- Stefano Comini, pilota automobilistico svizzero (Lugano, n. 1990)
- Stefano Costantini, pilota automobilistico italiano (Roma, n. 1983)
- Stefano Modena, ex pilota automobilistico italiano (Modena, n. 1963)
- Stefano D'Aste, pilota automobilistico italiano (Genova, n. 1974)

## Piloti di rally(1)
- Stefano Albertini, pilota di rally italiano (Gavardo, n. 1986)

## Piloti motociclistici(9)
- Stefano Bianco, pilota motociclistico italiano (Chivasso, n. 1985 - Leini, † 2020)
- Stefano Bonetti, pilota motociclistico italiano (Lovere, n. 1976)
- Stefano Cruciani, pilota motociclistico italiano (Macerata, n. 1979)
- Stefano Dellio, pilota motociclistico italiano (Aosta, n. 1972)
- Stefano Manici, pilota motociclistico italiano (Parma, n. 1973)
- Stefano Manzi, pilota motociclistico italiano (Rimini, n. 1999)
- Stefano Nepa, pilota motociclistico italiano (Giulianova, n. 2001)
- Stefano Perugini, pilota motociclistico italiano (Viterbo, n. 1974)
- Stefano Valtulini, pilota motociclistico italiano (Calcinate, n. 1996)

## Pistard(1)
- Stefano Moro, pistard e ciclista su strada italiano (Treviglio, n. 1997)

## Pittori(30)
- Stefano Amadei, pittore italiano (Perugia, n. 1589 - Perugia, † 1644)
- Stefano Benech, pittore e dirigente sportivo italiano (Savona, n. 1884 - Savona, † 1978)
- Stefano Bersani, pittore e decoratore italiano (Melegnano, n. 1872 - Lora, † 1914)
- Stefano Bruzzi, pittore italiano (Groppallo, n. 1835 - Piacenza, † 1911)
- Stefano Cassiani, pittore e monaco cristiano italiano (Pescaglia, n. 1636 - † 1714)
- Stefano Catani, pittore italiano (Prato, n. 1728 - Firenze, † 1795)
- Stefano Celesti, pittore italiano (Venezia)
- Stefano Cernotto, pittore italiano (Arbe - Venezia)
- Stefano da Ferrara, pittore italiano
- Stefano Donadoni, pittore italiano (Somasca, n. 1844 - Roma, † 1911)
- Stefano Erardi, pittore maltese (La Valletta, n. 1630 - † 1716)
- Stefano Folchetti, pittore italiano (Morico, n. 1440 - San Ginesio, † 1513)
- Stefano di Francesco, pittore italiano (Firenze - † 1427)
- Stefano Ghirardini, pittore italiano (Bologna, n. 1696 - Bologna, † 1756)
- Stefano Giordano, pittore italiano (Messina)
- Stefano Lambri, pittore italiano
- Stefano Maria Legnani, pittore italiano (Milano, n. 1661 - Milano, † 1713)
- Stefano Magnasco, pittore italiano (Genova, n. 1635 - Genova)
- Stefano Orlandi, pittore italiano (n. 1681 - † 1760)
- Stefano Pieri, pittore italiano (Firenze, n. 1544 - Firenze, † 1629)
- Stefano Pozzi, pittore italiano (Roma, n. 1699 - Roma, † 1768)
- Stefano Speroni, pittore italiano (Padova, n. 1502 - Mantova, † 1562)
- Stefano Fiorentino, pittore italiano (Firenze, n. 1301 - Firenze, † 1350)
- Stefano da Verona, pittore italiano
- Stefano d'Antonio di Vanni, pittore italiano († 1483)
- Stefano di Sant'Agnese, pittore italiano
- Stefano Tofanelli, pittore italiano (Lucca, n. 1750 - Roma, † 1812)
- Stefano Torelli, pittore italiano (Bologna, n. 1712 - San Pietroburgo, † 1784)
- Stefano Ussi, pittore italiano (Firenze, n. 1822 - Firenze, † 1901)
- Stefano dall'Arzere, pittore italiano (Merlara - Padova)

## Poeti(8)
- Stefano Bonfanti, poeta, traduttore e insegnante italiano (Buenos Aires, n. 1910 - Baselga di Piné, † 2005)
- Stefano Dal Bianco, poeta, critico letterario e metricista italiano (Padova, n. 1961)
- Stefano Finiguerri, poeta italiano
- Stefano Benedetto Pallavicino, poeta e librettista italiano (Padova, n. 1672 - Dresda, † 1742)
- Stefano Pini, poeta italiano (Treviglio, n. 1983)
- Stefano Rossi, poeta italiano (Taggia, n. 1576 - † 1655)
- Stefano Simoncelli, poeta italiano (Cesenatico, n. 1950 - Cesena, † 2025)
- Stefano Tuscano, poeta italiano (Pienza, n. 1893 - Milano, † 1966)

## Politologi(1)
- Stefano Passigli, politologo e politico italiano (Firenze, n. 1938)

## Poliziotti(2)
- Stefano Condello, carabiniere italiano (Palmi, n. 1930 - Taurianova, † 1977)
- Stefano Villa, poliziotto italiano (Cremona, n. 1970 - Melegnano, † 1995)

## Presbiteri(12)
- Stefano Bandelli, presbitero italiano (Castelnuovo Scrivia, n. 1369 - Saluzzo, † 1450)
- Stefano Bellesini, presbitero austriaco (Trento, n. 1774 - Genazzano, † 1840)
- Stefano Borson, presbitero, mineralogista e paleontologo italiano (Saint-Pierre-d'Albigny, n. 1758 - Torino, † 1832)
- Stefano Caronia, presbitero italiano (Partanna, n. 1876 - Gibellina, † 1920)
- Stefano Casadio, presbitero italiano (Cotignola, n. 1913 - Roma, † 2001)
- Stefano De Fiores, presbitero italiano (San Luca, n. 1933 - Catanzaro, † 2012)
- Stefano Gobbi, presbitero italiano (Dongo, n. 1930 - Milano, † 2011)
- Stefano Oberto, presbitero e militare italiano (La Morra, n. 1908 - Oranki, † 1943)
- Stefano Pongrácz, presbitero ungherese (Vințu de Jos - Košice, † 1619)
- Stefano Pusterla, prete italiano (Milano)
- Stefano Paolo Rambaldi, presbitero italiano (Colla di Rodi, n. 1803 - Firenze, † 1865)
- Stefano da Bagnone, presbitero italiano (Bagnone, n. 1418 - Firenze, † 1478)

## Principi(1)
- Stefano Prvovenčani, principe († 1228)

## Procuratori sportivi(1)
- Stefano Mauri, procuratore sportivo, opinionista e ex calciatore italiano (Monza, n. 1980)

## Produttori cinematografici(1)
- Stefano Pittaluga, produttore cinematografico e editore italiano (Campomorone, n. 1887 - Roma, † 1931)

## Produttori discografici(1)
- Stefano Senardi, produttore discografico e direttore artistico italiano (Imperia, n. 1956)

## Produttori televisivi(1)
- Stefano Balassone, produttore televisivo, autore televisivo e scrittore italiano (Sequals, n. 1943)

## Psicoanalisti(1)
- Stefano Bolognini, psicoanalista italiano (Bologna, n. 1949)

## Pugili(1)
- Stefano Zoff, ex pugile italiano (Monfalcone, n. 1966)

## Rapper(1)
- SKT, rapper e produttore discografico italiano (n. 1998)

## Registi(28)
- Stefano Alleva, regista e sceneggiatore italiano (Milano, n. 1963)
- Stefano Bessoni, regista e illustratore italiano (Roma, n. 1965)
- Stefano Chiantini, regista e sceneggiatore italiano (Avezzano, n. 1974)
- Stefano Chiodini, regista cinematografico italiano (Grosseto, n. 1977)
- Stefano Cipani, regista e sceneggiatore italiano (Salò, n. 1986)
- Stefano Consiglio, regista italiano (Roma, n. 1955)
- Stefano De Stefani, regista televisivo italiano (Roma, n. 1929)
- Stefano Gabrini, regista, attore e sceneggiatore italiano (Roma, n. 1959)
- Stefano Maria Gallo, regista e autore televisivo italiano (Roma, n. 1967)
- Stefano Incerti, regista e sceneggiatore italiano (Napoli, n. 1965)
- Stefano Landini, regista, sceneggiatore e montatore italiano (Roma, n. 1963 - Roma, † 2025)
- Stefano Lodovichi, regista e sceneggiatore italiano (Grosseto, n. 1983)
- Stefano Lorenzi, regista e sceneggiatore italiano (Lucca, n. 1977)
- Stefano Mignucci, regista televisivo italiano (Roma, n. 1965)
- Stefano Missio, regista italiano (Udine, n. 1972)
- Stefano Mordini, regista, sceneggiatore e produttore cinematografico italiano (Marradi, n. 1968)
- Stefano Odoardi, regista, sceneggiatore e artista italiano (Pescara, n. 1967)
- Stefano Pasetto, regista, sceneggiatore e montatore italiano (Roma, n. 1970)
- Stefano Poletti, regista e musicista italiano (Parma, n. 1978)
- Stefano Pomilia, regista e sceneggiatore italiano (Roma, n. 1956)
- Stefano Reali, regista, compositore e sceneggiatore italiano (Frosinone, n. 1957)
- Stefano Rolla, regista italiano (Roma, n. 1937 - Nassiria, † 2003)
- Stefano Roncoroni, regista, sceneggiatore e critico cinematografico italiano (Roma, n. 1940)
- Stefano Salvati, regista e sceneggiatore italiano (Bologna, n. 1962)
- Stefano Sollima, regista e sceneggiatore italiano (Roma, n. 1966)
- Steno, regista, sceneggiatore e vignettista italiano (Roma, n. 1917 - Roma, † 1988)
- Stefano Veneruso, regista, sceneggiatore e produttore cinematografico italiano (Napoli, n. 1968)
- Stefano Vicario, regista televisivo italiano (Roma, n. 1953)

## Registi teatrali(2)
- Stefano Poda, regista teatrale, scenografo e coreografo italiano (Trento, n. 1973)
- Stefano Vizioli, regista teatrale e direttore artistico italiano (Napoli, n. 1959)

## Religiosi(11)
- Stefano Agazzari, religioso italiano (Siena, n. 1354 - Bologna, † 1433)
- Stefano Bar Sudhaile, religioso e scrittore siro (Edessa)
- Stefano Castronovo, religioso italiano (Favara, n. 1919 - Palermo, † 1980)
- Stefano Giuseppe Incisa, religioso e storico italiano (Asti, n. 1742 - Asti, † 1819)
- Stefano Maria Manelli, religioso italiano (Fiume, n. 1933)
- Stefano di Grandmont, religioso e santo francese (Thiers, n. 1046 - Limoges, † 1124)
- Stefano di Borbone, religioso francese (Belleville - † 1256)
- Stefano di Besançon, religioso francese (Besançon - Lucca, † 1294)
- Stefano da Cuneo, religioso, santo e francescano italiano (Cuneo - Gerusalemme, † 1391)
- Stefano di San Giuseppe, religioso spagnolo (Elorrio, n. 1880 - Alcázar de San Juan, † 1936)
- Stefano da Cesena, religioso e teologo italiano (Cesena, n. 1605 - Bologna, † 1682)

## Rugbisti a 15(8)
- Stefano Annibal, ex rugbista a 15 e allenatore di rugby a 15 italiano (Treviso, n. 1961)
- Stefano Barba, ex rugbista a 15 e allenatore di rugby a 15 italiano (Roma, n. 1964)
- Stefano Bettarello, ex rugbista a 15 e allenatore di rugby a 15 italiano (Rovigo, n. 1958)
- Stefano Boccazzi, ex rugbista a 15 italiano (Viadana, n. 1966)
- Stefano Bordon, ex rugbista a 15 e allenatore di rugby a 15 italiano (Rovigo, n. 1968)
- Stefano Romagnoli, ex rugbista a 15 e allenatore di rugby a 15 italiano (Bologna, n. 1955)
- Stefano Saviozzi, ex rugbista a 15 italiano (Pisa, n. 1975)
- Stefano Sironi, rugbista a 15 italiano (San Daniele del Friuli, n. 1995)

## Saggisti(2)
- Stefano Ales, saggista italiano (Roma, n. 1948)
- John Kleeves, saggista italiano (Rimini, n. 1948 - Rimini, † 2010)

## Saltatori con gli sci(1)
- Stefano Chiapolino, ex saltatore con gli sci italiano (Gemona del Friuli, n. 1985)

## Santi(2)
- Stefano protomartire, santo (Grecia, n. 5 - Gerusalemme, † 36)
- Stefano il giovane, santo bizantino (Costantinopoli - Costantinopoli, † 764)

## Sassofonisti(3)
- Stefano Bartolini, sassofonista, compositore e polistrumentista italiano (n. 1953 - † 2017)
- Stefano Cantini, sassofonista italiano (Follonica, n. 1956)
- Stefano Di Battista, sassofonista italiano (Roma, n. 1969)

## Scacchisti(2)
- Stefano Rosselli del Turco, scacchista italiano (Firenze, n. 1877 - Montefiridolfi, † 1947)
- Stefano Tatai, scacchista italiano (Roma, n. 1938 - Tenerife, † 2017)

## Sceneggiatori(5)
- Stefano Bises, sceneggiatore e produttore televisivo italiano (Roma, n. 1964)
- Stefano Labbia, sceneggiatore, poeta e scrittore italiano (Roma, n. 1984)
- Stefano Rulli, sceneggiatore e regista italiano (Roma, n. 1949)
- Stefano Sardo, sceneggiatore, musicista e regista italiano (Bra, n. 1972)
- Stefano Tummolini, sceneggiatore, regista e scrittore italiano (Roma, n. 1969)

## Schermidori(5)
- Stefano Allocchio, schermidore italiano
- Stefano Barrera, schermidore italiano (Siracusa, n. 1980)
- Stefano Bellone, ex schermidore italiano (Milano, n. 1955)
- Stefano Carozzo, ex schermidore italiano (Savona, n. 1979)
- Stefano Simoncelli, schermidore e dirigente sportivo italiano (Grottaferrata, n. 1946 - Roma, † 2013)

## Scialpinisti(1)
- Stefano De Benedetti, scialpinista, alpinista e dirigente d'azienda italiano (Genova, n. 1958)

## Sciatori alpini(3)
- Stefano Baruffaldi, ex sciatore alpino italiano (n. 1992)
- Stefano Gross, ex sciatore alpino italiano (Bolzano, n. 1986)
- Stefano Pergher, ex sciatore alpino italiano (n. 1974)

## Sciatori nautici(1)
- Stefano Gregorio, sciatore nautico italiano (Lezzeno, n. 1966)

## Scienziati(1)
- Stefano Gradi, scienziato, filosofo e poeta dalmata (Ragusa, n. 1613 - Roma, † 1683)

## Scrittori(26)
- Stefano Amato, scrittore e traduttore italiano (Siracusa, n. 1977)
- Stefano Andreoli, scrittore, autore televisivo e conduttore radiofonico italiano (Cesena, n. 1979)
- Stefano Ardito, scrittore, alpinista e regista italiano (Roma, n. 1954)
- Stefano Arteaga, scrittore spagnolo (Spagna, n. 1747 - Parigi, † 1799)
- Stefano Benni, scrittore, umorista e giornalista italiano (Bologna, n. 1947)
- Stefano Isidoro Bianchi, scrittore e critico musicale italiano (Cortona, n. 1961)
- Stefano Bortolussi, scrittore, poeta e traduttore italiano (Milano, n. 1959)
- Stefano Di Marino, scrittore, traduttore e critico letterario italiano (Milano, n. 1961 - Milano, † 2021)
- Stefano Docimo, scrittore e poeta italiano (Roma, n. 1945 - † 2014)
- Stefano Duranti Poccetti, scrittore, giornalista e traduttore italiano (Arezzo, n. 1987)
- Stefano Gionta, scrittore italiano (Mantova - Mantova)
- Stefano Guazzo, scrittore e diplomatico italiano (Casale Monferrato, n. 1530 - Pavia, † 1593)
- Stefano Jacini, scrittore, giornalista e editore italiano (Milano, n. 1939)
- Stefano Jacomuzzi, scrittore e critico letterario italiano (Novi Ligure, n. 1924 - Torino, † 1996)
- Stefano Loparco, scrittore e saggista italiano (Udine, n. 1968)
- Stefano Marelli, scrittore e giornalista svizzero (Cantù, n. 1970)
- Stefano Massaron, scrittore italiano (Milano, n. 1966)
- Stefano Massini, scrittore, drammaturgo e personaggio televisivo italiano (Firenze, n. 1975)
- Stefano Mayorca, scrittore, giornalista e artista italiano (Roma, n. 1958)
- Stefano Micocci, scrittore italiano (Roma, n. 1955)
- Stefano Pigozzi, scrittore italiano (Modena)
- Stefano Protonotaro, scrittore
- Stefano Tassinari, scrittore, drammaturgo e sceneggiatore italiano (Ferrara, n. 1955 - Bentivoglio, † 2012)
- Stefano Terra, scrittore, giornalista e poeta italiano (Torino, n. 1917 - Roma, † 1986)
- Stefano Valenti, scrittore e traduttore italiano (Valtellina, n. 1964)
- Stefano d'Amico, scrittore e ex dirigente d'azienda italiano (Roma, n. 1946)

## Scultori(16)
- Stefano Brilla, scultore italiano (Savona, n. 1840 - Savona, † 1910)
- Stefano Butti, scultore e pittore italiano (Viggiù, n. 1807 - Viggiù, † 1880)
- Stefano Maria Clemente, scultore italiano (Torino, n. 1719 - Torino, † 1794)
- Stefano De Lisi, scultore italiano (Palermo, n. 1864 - Palermo, † 1886)
- Stefano Galletti, scultore italiano (Cento, n. 1832 - Roma, † 1905)
- Stefano Lamberti, scultore e notaio italiano (Brescia, n. 1482 - Brescia, † 1538)
- Pietro Maderni, scultore svizzero (Capolago, n. 1726 - Capolago, † 1790)
- Stefano Maderno, scultore italiano (Capolago, n. 1576 - Roma, † 1636)
- Stefano Mossettaz, scultore e architetto italiano
- Stefano Murialdo, scultore italiano (n. 1776 - † 1838)
- Stefano Ricci, scultore italiano (Firenze, n. 1765 - Firenze, † 1837)
- Stefano Salterio, scultore italiano (Laglio, n. 1730 - † 1806)
- Stefano da Putignano, scultore e architetto italiano (Putignano)
- Stefano, scultore greco antico
- Fratelli Zabreri, scultore italiano (Pagliero di San Damiano Macra)
- Stefano Zuech, scultore italiano (Arsio, n. 1877 - Trento, † 1968)

## Sindacalisti(2)
- Stefano Cetica, sindacalista e politico italiano (Roma, n. 1955)
- Stefano Zuccherini, sindacalista e politico italiano (Perugia, n. 1953 - Perugia, † 2021)

## Sociologi(1)
- Stefano Allievi, sociologo italiano (Milano, n. 1958)

## Sovrani(20)
- Stefano Dragutin di Serbia, sovrano serbo (n. 1252 - † 1316)
- Dabiša di Bosnia, sovrano bosniaco (n. 1339 - † 1395)
- Stefano Vladislav I di Serbia, sovrano serbo († 1269)
- Stefano Radoslav di Serbia, sovrano serbo (Kraljevo, † 1234)
- Stefano Nemanja, sovrano serbo (Ribnica - Monte Athos, † 1199)
- Stefano I Báthory, re ungherese (Szilágysomlyó, n. 1533 - Hrodna, † 1586)
- Stefano I d'Ungheria, re (Strigonio - † 1038)
- Stefano II d'Ungheria, re ungherese (n. 1101 - Albareale, † 1131)
- Stefano III d'Ungheria, re ungherese (Albareale, n. 1147 - Strigonio, † 1172)
- Stefano IV d'Ungheria, re ungherese (Buda, n. 1133 - Zemun, † 1165)
- Stefano V d'Ungheria, re (Buda, n. 1239 - Isola Csepel, † 1272)
- Stefano III il Grande, sovrano rumeno (Borzești, n. 1433 - Suceava, † 1504)
- Stefano d'Inghilterra, re (Blois, n. 1096 - Dover, † 1154)
- Stefano Tomašević, sovrano bosniaco (Jajce, † 1463)
- Tvrtko I di Bosnia, sovrano bosniaco (n. 1338 - Bobovac, † 1391)
- Stefano Uroš II Milutin, sovrano serbo (n. 1253 - † 1321)
- Stefano Uroš III Dečanski, sovrano serbo (Zvečan, † 1331)
- Stefano Uroš IV Dušan, sovrano serbo (n. 1308 - Prizren, † 1355)
- Stefano Uroš V di Serbia, sovrano serbo († 1371)
- Stefano Vojislav, sovrano serbo († 1043)

## Stilisti(2)
- Stefano Gabbana, stilista e imprenditore italiano (Milano, n. 1962)
- Stefano Rosso, stilista, imprenditore e dirigente sportivo italiano (Marostica, n. 1979)

## Storici(7)
- Stefano Cammelli, storico italiano (Bologna, n. 1951)
- Stefano Maggi, storico italiano (Lecco, n. 1966)
- Stefano Magno, storico italiano (n. 1499 - † 1572)
- Stefano Merli, storico e politologo italiano (Podenzano, n. 1925 - Parma, † 1994)
- Stefano Moriggi, storico e filosofo italiano (Milano, n. 1972)
- Stefano Pivato, storico e saggista italiano (Gatteo a Mare, n. 1950)
- Stefano di Ripon, storico anglosassone

## Storici dell'arte(2)
- Stefano Ticozzi, storico dell'arte italiano (Pasturo, n. 1762 - Lecco, † 1836)
- Stefano Zuffi, storico dell'arte italiano (Milano, n. 1961)

## Telecronisti sportivi(1)
- Stefano Benzi, telecronista sportivo, conduttore radiofonico e conduttore televisivo italiano (Genova, n. 1965)

## Tennisti(4)
- Stefano Galvani, tennista e allenatore di tennis italiano (Padova, n. 1977)
- Stefano Mangold, tennista italiano (Fiume, n. 1914 - Milano, † 2002)
- Stefano Napolitano, tennista italiano (Biella, n. 1995)
- Stefano Travaglia, tennista italiano (Ascoli Piceno, n. 1991)

## Tenori(2)
- Stefano La Colla, tenore italiano (Torino)
- Stefano Secco, tenore, percussionista e produttore discografico italiano (Milano, n. 1973)

## Terroristi(1)
- Stefano Soderini, ex terrorista e collaboratore di giustizia italiano (Roma, n. 1961)

## Tiratori a segno(1)
- Stefano Margotti, tiratore a segno italiano (Firenze, n. 1900 - Torino, † 1981)

## Tiratori a volo(1)
- Stefano Selva, tiratore a volo sammarinese (n. 1969)

## Traduttori(1)
- Stefano di Pisa, traduttore e scienziato italiano

## Triatleti(1)
- Stefano Belandi, ex triatleta italiano (Milano, n. 1972)

## Truccatori(1)
- Stefano Fava, truccatore italiano (Roma, n. 1953 - Anzio, † 2011)

## Tuffatori(1)
- Stefano Belotti, tuffatore italiano (Alzano Lombardo, n. 2004)

## Ultramaratoneti(1)
- Stefano Miglietti, ultramaratoneta italiano (Carate Brianza, n. 1967)

## Umanisti(1)
- Stefano Infessura, umanista italiano (Roma)

## Urbanisti(1)
- Stefano Pompei, urbanista e architetto italiano (Roma, n. 1934 - Bologna, † 2005)

## Velocisti(4)
- Stefano Anceschi, velocista italiano (Scandiano, n. 1984)
- Stefano Bellotto, velocista italiano (n. 1969)
- Stefano Malinverni, velocista italiano (Cinisello Balsamo, n. 1959 - Milano, † 2024)
- Stefano Tilli, ex velocista italiano (Orvieto, n. 1962)

## Vescovi(8)
- Stefano de Fer, vescovo e monaco cristiano normanno
- Stefano Minicillo, vescovo e santo italiano (Macerata Campania, n. 935 - Caiazzo, † 1023)
- Stefano di Nicea, vescovo e santo italiano (Nicea - Reggio Calabria)
- Stefano di Lione, vescovo francese (Lione)
- Stefano di Apt, vescovo francese (Agde, n. 975 - Apt, † 1046)
- Stefano I di Napoli, vescovo romano (Napoli)
- Stefano II di Napoli, vescovo bizantino († 799)
- Stefano di Tournai, vescovo francese (Orléans, n. 1128 - Tournai, † 1203)

## Vescovi cattolici(13)
- Aurelio Bacciarini, vescovo cattolico svizzero (Lavertezzo, n. 1873 - Lugano, † 1935)
- Stefano Blascovich, vescovo cattolico dalmata (Villa Superiore, n. 1689 - Macarsca, † 1776)
- Stefano Bonsignori, vescovo cattolico e teologo italiano (Busto Arsizio, n. 1738 - Faenza, † 1826)
- Stefano Gerbino di Cannitello, vescovo cattolico italiano (Palermo, n. 1834 - † 1906)
- Stefano Manetti, vescovo cattolico italiano (Firenze, n. 1959)
- Stefano Martini, vescovo cattolico italiano (Alassio - † 1687)
- Stefano Paulovich-Lucich, vescovo cattolico dalmata (Macarsca, n. 1790 - Cattaro, † 1853)
- Stefano Rega, vescovo cattolico italiano (Villaricca, n. 1968)
- Stefano Russo, vescovo cattolico italiano (Ascoli Piceno, n. 1961)
- Stefano Domenico Sceriman, vescovo cattolico italiano (Venezia, n. 1729 - Chioggia, † 1806)
- Stefano Sculco, vescovo cattolico italiano (Papanice, n. 1638 - Roma, † 1703)
- Stefano Sidonio, vescovo cattolico italiano (Monticchio - † 1385)
- Stefano di Baugé, vescovo cattolico francese (Cluny, † 1139)

## Senza attività specificata(29)
- Stefano Campus, tecnico del suono italiano (Nuoro, n. 1974)
- Stefano Colonna il Giovane, cavaliere medievale italiano (Roma, † 1347)
- Gerardo II d'Alvernia, conte († 892)
- Stefano Lanuzza, italianista, saggista e traduttore italiano (Villafranca Tirrena, n. 1946)
- Stefano Maramonte, cavaliere medievale italiano (Puglia)
- Stefano Petrella, ex brigatista italiano
- Stefano Pompeo, italiano (Agrigento, n. 1987 - Favara, † 1999)
- Stefano Pozzolini, ex snowboarder italiano (Genova, n. 1977)
- Stefano Sartori, ex sciatore d'erba italiano (Thiene, n. 1973)
- Stefano Sertorelli, sciatore di pattuglia militare e sciatore alpino italiano (Bormio, n. 1911 - Sondalo, † 1994)
- Stefano II di Baviera, duca tedesco (n. 1319 - Landshut, † 1375)
- Stefano II di Blois, conte (Ramla, † 1102)
- Stefano di Calagonis, romano (Calagonis - Calagonis, † 82)
- Stefano d'Armenia († 1165)
- Stefano II di Troyes, conte († 1048)
- Stefano di Chartres, cavaliere medievale e patriarca cattolico francese († 1130)
- Stefano I di Troyes, conte
- Stefano III di Napoli, duca (Napoli, † 832)
- Stefano del Palatinato-Simmern, conte (n. 1385 - Simmern, † 1459)
- Stefano d'Aumale, conte
- Stefano II di Auxonne, conte († 1173)
- Tvrtko II di Bosnia, bosniaco († 1443)
- Tommaso di Bosnia, bosniaco († 1461)
- Stefano I di Baviera, duca (Landshut, n. 1271 - Landshut, † 1310)
- Stefano I di Mâcon, conte (Ramla, † 1102)
- Stefano III di Baviera-Ingolstadt, duca (n. 1337 - Niederschönenfeld, † 1413)
- Stefano d'Asburgo-Lorena, austriaco (Buda, n. 1817 - Mentone, † 1867)
- Stefano d'Alvernia, conte († 864)
- Stefano Tamburini, grafico, fumettista e musicista italiano (Roma, n. 1955 - Roma, † 1986)